# Паоло Педретті
Паоло Педретті (італ. Paolo Pedretti, 22 січня 1906 — 22 лютого 1983) — італійський велогонщик.
Олімпійський чемпіон 1932 року в командній гонці переслідування.